# 도부 네리마역
도부 네리마 역(일본어: 東武練馬駅)은 일본 도쿄도 이타바시구에 있는 철도역이다.

## 역 구조
상대식 승강장 2면 2선의 지상역.
역사 및 개찰구는 상행 승강장 측 북쪽 출입구와 하행 승강장 측의 남쪽에 2개소가 있는데 각각 승강장 서쪽 끝에서 직결된다. 상행 승강장 중앙부는 평일 아침 7시 30분부터 8시 30분까지 1시간만 공용하는 입장 전용의 임시 개찰구가 있다.
각 승강장 사이는 지하통로로 연결된다.

### 승강장
| 1 | ■ 도조 본선 | 나리마스·시키·후지미노·가와고에·사카도·신린코엔·오가와마치 방면 |
| 2 | ■ 도조 본선 | 오야마·이케부쿠로 방면                                          |

## 이용 상황
2010년도의 하루 평균 승하차 인원은 58,875명이다.

## 역 주변

### 북구
- 이온 이타바시 쇼핑센터
- 도쿠마루 스퀘어
- 이타바시 도쿠마루 우체국
- 이타바시 도쿠마루산 우체국

### 남구
- 기타이치 상점가
  - 네리마 기타마치 우체국
- 육상자위대 네리마 주둔지 - 남쪽 출입구에서 400m 남쪽에 위치.
- 히카리가오카 소방서
- 국도 254호선
- 타가라 강 녹도
- 도쿠가와 쓰나요시 저택의 비
- 국제 흥업버스 네리마 영업소

## 역사
- 1931년 12월 29일: 영업 개시.
- 2005년 3월: 하행 승강장 측에 설치되어 있는 화장실이 보수되어 유니버설 디자인의 일환으로서 다기능 화장실도 설치. 동시에 상하 승강장이 개찰의 사이에 휠체어 대응의 완만한 경사면도 설치함.
- 2007년 11월: 남쪽 출입구 개찰 부근의 대폭적인 개량 공사 완료.
- 2009년 3월 31일: 발차 멜로디 사용 개시.

## 역명의 유래
당역이 개업한 1931년에는 역의 북쪽은 기타도시마 군 아카쓰카 마을 도쿠마루, 남쪽은 기타도시마 군 네리마 정이었다. 역 남쪽 출입구 쪽으로 도로가 마을의 경계선이어서 소재지는 아카쓰카 마을쪽이었지만, 도부 철도가 아카쓰카 마을 "도쿠마루"란 이름으로 지명도가 없다는 이유와 역 남쪽을 지나는 옛 가와고에 가도의 시모 네리마 집에 연관되어, 역명에 "네리마"를 쓰기로 했다. 그러나 이미 무사시노 철도(현, 세이부 이케부쿠로 선)에 네리마 역이 있어서 "도부 네리마"가 되었다. 따라서, 네리마 정 남부에 있던 네리마 역과는 크게 떨어져 있다. 비슷한 예로는 동일본 여객철도 다치카와역과 세이부 철도 세이부 다치카와 역이 있다.
1932년 당시 도쿄시의 시 역 확장에 따라 아카쓰카 마을과 네리마 마을은 동시에 도쿄 시 이타바시 구가 된다. 1947년에 현행 23구에 개편되었을 때, 옛 네리마 정측은 이타바시 구에서 분구되어 네리마구로 알려졌다. 따라서, 이타바시 구와 네리마 구 경계선에 있는 이타바시 구의 역이 되었다.

## 사진

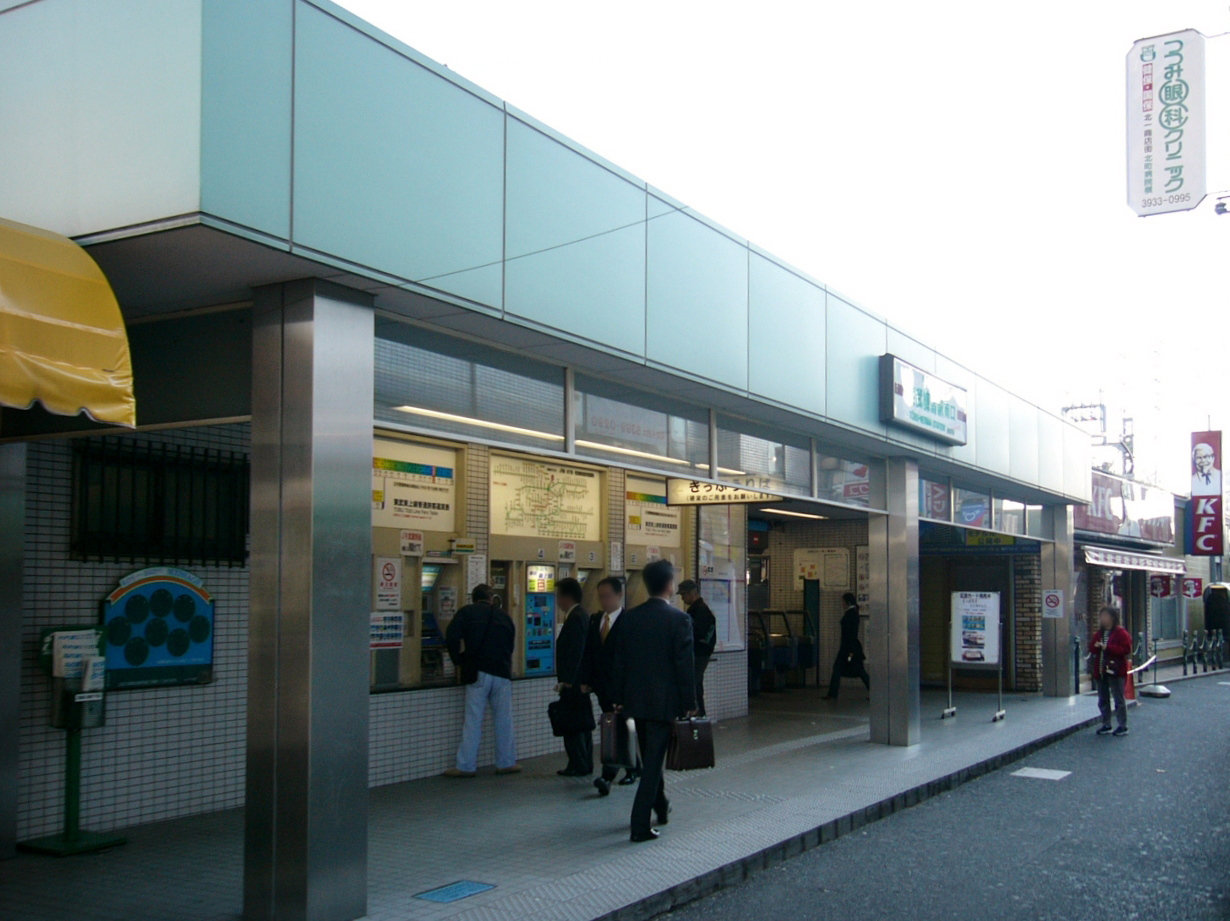
남쪽 출입구

## 인접역
| 도부 철도 ■ 도조 본선              | 도부 철도 ■ 도조 본선 | 도부 철도 ■ 도조 본선              |
| ---------------------------------- | --------------------- | ---------------------------------- |
| TJ-07 가미이타바시 이케부쿠로 방면 | ■ 보통                | 시모아카쓰카 TJ-09 오가와마치 방면 |